# غاري فرانك
غاري فرانك (بالإنجليزية: Gary Frank)‏ هو فنان قصص مصورة أمريكي، ولد في 1969 في برستل في المملكة المتحدة.